# 沈景修
沈景修（1835年—1899年），字蒙叔，号汲氏，晚號寒柯，浙江秀水（嘉興）人，清朝政治人物。
同治四年（1865年）拔貢，為分水教諭。善書法，得楊少師（杨凝式）《韭花帖》真傳。偶寫花卉，效法悲盦。與海上畫派任伯年、舒浩等關係密切。有子沈庚藻。